# Franco Cristaldi
Pour les articles homonymes, voir Cristaldi.
Franco Cristaldi, né le 3 octobre 1924 à Turin, au Piémont et mort à Monte-Carlo, dans la principauté de Monaco le 1er juillet 1992, est un producteur de cinéma italien.

## Biographie
Franco Cristaldi est le fondateur en 1946 de la Vides Cinematografica, compagnie de production et de distribution qui sera renommée Cristaldifilm en 1980. Il produit son premier film en 1954. Suivront soixante-quatre autres longs métrages italiens (ou également quelques coproductions), jusqu'en 1992. Le dernier film qu'il produit, La Course de l'innocent (La corsa dell'innocente) de Carlo Carlei, sort en 1993, l'année suivant sa mort. Il est également scénariste (expérience unique) d'un film en 1954.
De 1966 à 1975, il est le compagnon (et le pseudo-époux) de Claudia Cardinale, actrice dans plusieurs de ses productions. En 1983, il épouse l'actrice  et chanteuse d'origine érythréenne Zeudi Araya.
Son fils Massimo Cristaldi lui succède.

## Filmographie partielle
(comme producteur, sauf mention contraire)
- 1954 : Le Séducteur (Il seduttore) de Franco Rossi
- 1954 : La pattuglia sperduta de Piero Nelli (comme scénariste)
- 1955 : Un héros de notre temps (Un eroe dei nostri tempi) de Mario Monicelli
- 1956 : Les Week-ends de Néron (Mio figlio Nerone) de Steno
- 1956 : Kean (Kean : genio e sregolatezza) de Vittorio Gassman et Francesco Rosi
- 1957 : Nuits blanches (Le notti bianche) de Luchino Visconti
- 1957 : La loi, c'est la loi (La legge è legge) de Christian-Jaque
- 1958 : Le Pigeon (I soliti ignoti) de Mario Monicelli
- 1958 : L'Homme de paille (L'uomo di paglia) de Pietro Germi
- 1958 : Le Défi (La sfida) de Francesco Rosi
- 1959 : Kapò de Gillo Pontecorvo
- 1959 : Profession Magliari (I magliari) de Francesco Rosi
- 1960 : Hold-up à la milanaise (Audace colpo dei soliti ignoti) de Nanni Loy
- 1961 : Les partisans attaquent à l'aube (Un giorno da leoni) de Nanni Loy
- 1961 : Les Joyeux Fantômes (Fantasmi a Roma) d'Antonio Pietrangeli
- 1962 : Salvatore Giuliano de Francesco Rosi
- 1962 : Divorce à l'italienne (Divorzio all'italiana) de Pietro Germi
- 1963 : La Mer à boire (Mare matto) de Renato Castellani
- 1963 : Les Camarades (I compagni) de Mario Monicelli
- 1963 : Omicron d'Ugo Gregoretti
- 1964 : La ragazza (La ragazza di Bube) de Luigi Comencini
- 1964 : Les Deux Rivales (Gli Indifferenti) de Francesco Maselli
- 1964 : Séduite et Abandonnée (Sedotta e abbandonata) de Pietro Germi
- 1965 : Sandra (Vaghe stelle dell'Orsa) de Luchino Visconti
- 1967 : Per amore... per magia... de Duccio Tessari
- 1967 : La Chine est proche (La Cina è vicina) de Marco Bellocchio
- 1967 : Une rose pour tous (Una rosa per tutti) de Franco Rossi
- 1969 : L'Alibi (L'alibi) d'Adolfo Celi, Vittorio Gassman et Luciano Lucignani
- 1969 : La Tente rouge ou Le Jugement des morts (Krasnaya palatka) de Mikhaïl Kalatozov
- 1969 : Colpo di stato de Luciano Salce
- 1969 : Il giovane normale de Dino Risi
- 1971 : L'Audience (L'udienza) de Marco Ferreri
- 1972 : L'Affaire Mattei (Il caso Mattei) de Francesco Rosi
- 1972 : Au nom du père (Nel nome del padre) de Marco Bellocchio
- 1973 : Amarcord de Federico Fellini
- 1973 : Lucky Luciano de Francesco Rosi
- 1975 : Di che segno sei? de Sergio Corbucci
- 1976 : Il signor Robinson, mostruosa storia d'amore e d'avventure de Sergio Corbucci
- 1979 : Tesoro mio de Giulio Paradisi
- 1979 : Ratataplan de Maurizio Nichetti
- 1979 : Le Christ s'est arrêté à Eboli (Cristo si è fermato a Eboli) de Francesco Rosi
- 1979 : Ogro (Operación Ogro) de Gillo Pontecorvo
- 1980 : Café express (Café Express) de Nanni Loy
- 1983 : Domani si balla ! de Maurizio Nichetti
- 1983 : Et vogue le navire… (E la nave va) de Federico Fellini
- 1983 : Le Choix des seigneurs (I paladini - Storia d'armi e d'amori) de Giacomo Battiato
- 1986 : Le Nom de la rose (Der Name der Rose) de Jean-Jacques Annaud
- 1987 : Contrôle (Il giorno prima) de Giuliano Montaldo
- 1989 : Cinema Paradiso (Nuovo cinema Paradiso) de Giuseppe Tornatore
- 1990 : Au bonheur des chiens (C'era un castello con 40 cani) de Duccio Tessari
- 1993 : La Course de l'innocent (La corsa dell'innocente) de Carlo Carlei

## Récompenses (sélection)
- Deux prix David di Donatello du meilleur producteur :
  - En 1964, pour Séduite et Abandonnée ;
  - Et en 1987, pour Le Nom de la rose.
- Deux Oscars meilleur film étranger :
  - En 1975 (47e cérémonie des Oscars), pour Amarcord ;
  - Et en 1990 (62e cérémonie des Oscars), pour Cinema Paradiso.
- 1991 : British Academy Film Award du meilleur film, pour Cinema Paradiso.
- 1972 : grand prix du Festival de Cannes pour L'Affaire Mattei.